# 高橋朱里
高橋朱里（日语：／ Takahashi Juri */?，1997年10月3日—）是日本女藝人，藝名為Juri（韓語：쥬리），為女子偶像團體AKB48前成員，茨城縣出身，所屬經紀公司為Woollim娛樂。2011年以AKB48十二期生身分出道。2019年5月6日自AKB48畢業。2019年8月7日以女子組合Rocket Punch在韓國出道。2024年5月24日約滿退出團體。

## 經歷
2011年2月20日，通過「AKB48第九屆研究生試鏡會」，成為12期生研究生。4月3日，兩個月的訓練課程後，通過甄選審查（セレクション審査）合格。5月22日，於公演中首次披露。
2012年3月24日，於「業務連絡。拜託了，片山部長！ in埼玉超級競技場」第二天演唱會中，高橋與岩田華怜、加藤玲奈、川榮李奈、田野優花五人獲升格成為正式成員，加入最年輕的分隊Team 4。5月23日發行的AKB48第26張單曲《仲夏的Sounds good!》中，首次獲選為選拔成員。8月24日，於東京巨蛋舉辦AKB48演唱會「AKB48 in TOKYO DOME ～1830m的夢想～」的第一天組閣中，宣佈Team 4解散並移動至新隊伍篠田Team A。9月18日，於「AKB48第29張單曲選拔猜拳大會」中不敵野中美鄉，在首輪出局，未能入選選拔成員。11月1日，組閣後新體制開始運作，正式以Team A成員身分進行活動。11月2日，於Team A Waiting公演初日登場。
2013年9月18日，於「AKB48第34張單曲選拔猜拳大會」中不敵阿部瑪利亞，在第二回戰出局，未能入選選拔成員。
2014年2月14日，宣布與川榮李奈和大和田南那一同出演將於4月18日上檔的電視劇《水手服殭屍》。2月24日，於DiverCity東京舉辦的「AKB48集團大組閣祭」中，宣布所屬隊伍轉移至Team B。6月7日，於「AKB48第37張單曲選拔總選舉」中獲得23,612票，得到第28名，首次進入圈內，並成為Under Girls一員。9月17日，於「AKB48 Group 猜拳大會2014」中不敵田野優花，在第一回戰出局，未能入選渡邊美優紀個人出道單曲中C/W曲的選拔成員。
2015年3月26日，於埼玉超級競技場舉辦的「AKB48春季單獨演唱會～次期總現正修行中！～」演唱會上宣布新的組閣人事異動，所屬隊伍由Team B轉移至Team 4，並擔任Team 4隊長一職，成為AKB48集團最年輕的隊長。6月6日，於「AKB48第41張單曲選拔總選舉」中獲得25,421票，得到第25名，再度入選為Under Girls的一員。
2016年6月18日，於「AKB48第45張單曲選拔總選舉」中獲得40,648票，得到第15名，第一次成為總選舉的單曲選拔成員。
2017年6月17日，於「AKB48第49張單曲選拔總選舉」中獲得42,663票，得到第11名。12月8日，於AKB48劇場12周年記念公演中，宣布所屬隊伍由Team 4轉移至Team B，并就任Team B队长，变动于隔年4月施行。
2018年5月至8月，以練習生的身分參加南韓Mnet生存選拔實境節目《PRODUCE 48》。最終名次为第16位，未能在节目中以12人女團出道。6月21日，於「AKB48第53張單曲世界選拔總選舉」中獲得48,100票，得到第12名。7月24日，發行個人第一本寫真集《曖昧的自己》（曖昧な自分）。
2019年3月4日，於劇場公演上的個人生誕祭中宣布畢業，毕业后將加入韩国Woollim娛樂，並于韩国以新女團成員再次出道。5月2日，於AKB48劇場舉行畢業公演。5月6日，參與Pacifico橫濱舉辦的《NO WAY MAN》劇場盤發售紀念大握手會，正式從AKB48畢業。8月7日，以Rocket Punch的第一張迷你專輯《Pink Punch》正式於韓國出道。
2020年8月23日，以SSAK3面具參加《神秘音樂秀：蒙面歌王》，成為第一位來自Rocket Punch的參賽成員。
2021年5月25日，Woollim娛樂宣布高橋因健康因素而暫停Rocket Punch的團體活動。
2024年5月24日，Woolim娛樂宣布朱里合約到期退出Rocket Punch。

## 人物
- 喜歡的歌手是絢香[32]，並且於「AKB48第九回研究生（12期生）試鏡會」中演唱絢香的《夢的夥伴》[33]。

- 喜歡的顏色有白色、黑色、粉紅色與雪寶色[32]。

- 幼稚園時的夢想是成為女演員[34]。

- 因為高橋的額頭較高，所以本人十分在意瀏海[35]。

### AKB48相關
- 在AKB48劇場中使用的Catch phrase是「一直會都會充滿精神，Smile For You，我是高橋朱里[註 1]。」

- 加入AKB48的契機：有次在電視上看到AKB48表演「River」的時候開始在意這個偶像團體，漸漸得覺得這個偶像團體和別的團體似乎有所不同，認為一個有各式各樣的人在的團體很不錯，因此自發的報名參加徵選[34]。

- 隊伍中憧憬前輩有前田敦子、高橋南與篠田麻里子[36]。

- 在AKB48中關係要好的成員有川榮李奈、田野優花與大島涼花，四人常一起合稱為「KSGK[註 2][37]。」

- 首次參與《有吉AKB共和國》錄製中，於自我介紹橋段時小嶋陽菜開玩笑地說「雖然很可愛可是眼神死了」，有吉弘行也表示「動作很可愛可是眼神死了，這是萌點哦」。從此高橋的眼神常在節目與演出中成為被吐槽的焦點[38]。

## 參與歌曲
- 標註有「★」符號者表示該首歌曲有拍攝MV。

### 單曲CD
|      | 發行日期       | 單曲名稱           | 參與歌曲名稱       | 名義            | 收錄於               | MV | 備註                  |
| ---- | -------------- | ------------------ | ------------------ | --------------- | -------------------- | -- | --------------------- |
| 23rd | 2011年10月26日 | 風正在吹           | 蓓蕾               | Team4+研究生    | 劇場盤               |    | 出道作品 身分為研究生 |
| 25th | 2012年02月15日 | GIVE ME FIVE!      | NEW SHIP           | Special Girls A | Type-A               | ★  |                       |
| 26th | 2012年05月23日 | 仲夏的Sounds good! | 仲夏的Sounds good! |                 | 全版本               | ★  | A面曲 首次進入選拔    |
| 27th | 2012年08月29日 | 格子花紋           | 那一天的風鈴       | Waiting Girls   | 劇場盤               |    |                       |
| 28th | 2012年10月31日 | UZA                | 下一個Season       | Under Girls     | 全版本               | ★  |                       |
| 28th | 2012年10月31日 | UZA                | 孤獨的星空         | Team A          | Type-A               | ★  |                       |
| 29th | 2012年12月05日 | 永遠的壓力         | 我們的Reason       | AKB48           | 劇場盤               |    |                       |
| 30th | 2013年02月20日 | So long !          | Waiting room       | Under Girls     | 全版本               | ★  |                       |
| 30th | 2013年02月20日 | So long !          | Ruby               | Team A          | Type-A               | ★  |                       |
| 31st | 2013年05月22日 | 再見自由式         | 玫瑰的果實         | Under Girls     | 全版本               | ★  |                       |
| 31st | 2013年05月22日 | 再見自由式         | 活下去             | Team A          | Type-A               | ★  |                       |
| 33rd | 2013年10月30日 | 真心电流           | 快速與動體視力     | Under Girls     | 除Type-B             | ★  |                       |
| 33rd | 2013年10月30日 | 真心电流           | 倒数KISS           | Team A          | Type-A               | ★  |                       |
| 35th | 2014年02月26日 | 勇往直前           | 秘密日記           | Baby Elephants  | Type-B               | ★  | 首次擔任Center        |
| 36th | 2014年05月21日 | 拉布拉多獵犬       | 拉布拉多獵犬       |                 | 全版本               | ★  | A面曲                 |
| 36th | 2014年05月21日 | 拉布拉多獵犬       | B花園              | Team B          | Type-B               | ★  |                       |
| 37th | 2014年08月27日 | 心意告示牌         | 某人投的球         | Under Girls     | 除Type-D             | ★  |                       |
| 38th | 2014年11月26日 | 希望無限           | 希望無限           |                 | 全版本               | ★  | A面曲                 |
| 38th | 2014年11月26日 | 希望無限           | 寂寞俱樂部         | Team B          | Type-C               | ★  |                       |
| 39th | 2015年03月04日 | Green Flash        | 混混搖滾           |                 | Type-S               | ★  |                       |
| 40th | 2015年05月20日 | 我們不戰鬥         | 我們不戰鬥         |                 | 全版本               | ★  | A面曲                 |
| 40th | 2015年05月20日 | 我們不戰鬥         | Summer side        | Selection 16    | 除Type-D             | ★  |                       |
| 40th | 2015年05月20日 | 我們不戰鬥         | 你的第二章         |                 | Type-D               | ★  |                       |
| 41st | 2015年08月26日 | Halloween Night    | 再見沖浪板         | Under Girls     | Type-A Type-B 劇場盤 | ★  |                       |
| 41st | 2015年08月26日 | Halloween Night    | 一步目音頭         |                 | Type-C               | ★  |                       |
| 41st | 2015年08月26日 | Halloween Night    | 混混機關槍         |                 | Type-D               | ★  |                       |
| 42nd | 2015年12月09日 | 紅唇Be My Baby     | 你你你…            | 次世代選拔      | Type-A               | ★  |                       |
| 42nd | 2015年12月09日 | 紅唇Be My Baby     | 鼓勵的話           |                 | Type-D               | ★  |                       |
| 42nd | 2015年12月09日 | 紅唇Be My Baby     | 好像､有點､突然…    | Team 4          | Type-D               | ★  |                       |
| 43rd | 2016年03月09日 | 你就是旋律         | LALALA訊息         | AKB48次世代選拔 | 全版本               | ★  |                       |
| 44th | 2016年06月01日 | 不需要翅膀         | 不需要翅膀         |                 | 全版本               | ★  | A面曲                 |
| 44th | 2016年06月01日 | 不需要翅膀         | 沈思者             | Team 4          | Type-B               | ★  |                       |
| 45th | 2016年08月31日 | LOVE TRIP/分享幸福 | LOVE TRIP/分享幸福 |                 | 全版本               | ★  | A面曲                 |
| 46th | 2016年11月16日 | High Tension       | High Tension       |                 | 全版本               | ★  | A面曲                 |
| 47th | 2017年03月15日 | Shoot Sign         | Shoot Sign         |                 | 全版本               | ★  | A面曲                 |
| 47th | 2017年03月15日 | Shoot Sign         | 意外發生中         | AKB48 U-19      | Type-D Type-E        | ★  |                       |
| 48th | 2017年05月31日 | 空有願望           | 空有願望           |                 | 全版本               | ★  | A面曲                 |
| 48th | 2017年05月31日 | 空有願望           | 明滅女人香         |                 | Type-B               | ★  |                       |
| 49th | 2017年08月30日 | ＃就是喜歡你       | ＃就是喜歡你       |                 | 全版本               | ★  | A面曲                 |
| 50th | 2017年11月22日 | 11月的腳鏈         | 11月的腳鏈         |                 | 全版本               | ★  | A面曲                 |
| 51st | 2018年03月14日 | Ja-Ba-Ja           | Ja-Ba-Ja           |                 | 全版本               | ★  | A面曲                 |
| 52nd | 2018年05月30日 | Teacher Teacher    | Teacher Teacher    |                 | 全版本               | ★  | A面曲                 |
| 52nd | 2018年05月30日 | Teacher Teacher    | 新鐘聲             | Team B          | Type-C               | ★  |                       |
| 53rd | 2018年09月19日 | 感傷列車           | 感傷列車           |                 | 全版本               | ★  | A面曲                 |
| 54th | 2018年11月28日 | NO WAY MAN         | NO WAY MAN         |                 | 全版本               | ★  | A面曲                 |
| 55th | 2019年03月13日 | 回憶上心頭DAYS     | 回憶上心頭DAYS     |                 | 全版本               | ★  | A面曲                 |

### 專輯CD
|      | 發行日期       | 專輯名稱                     | 參與歌曲名稱                           | 名義                    | 收錄於          | 備註                                     |
| ---- | -------------- | ---------------------------- | -------------------------------------- | ----------------------- | --------------- | ---------------------------------------- |
| 04th | 2012年08月15日 | 1830m                        | 直角Sunshine                           | Team 4                  | 全版本          |                                          |
| 04th | 2012年08月15日 | 1830m                        | 藍天 不會寂寞嗎？                      | AKB48+SKE48+NMB48+HKT48 | 全版本          |                                          |
| 05th | 2014年01月22日 | 未來軌跡                     | 足以確信的東西                         | Team A                  | Type-A          |                                          |
| 05th | 2014年01月22日 | 未來軌跡                     | 破爛藍調                               |                         | Type-B          |                                          |
| 06th | 2015年01月21日 | 這裡是羅德斯島、在這裡跳吧！ | 城市旅館100號房                        |                         | Type-A          |                                          |
| 06th | 2015年01月21日 | 這裡是羅德斯島、在這裡跳吧！ | To go                                  | Team B                  | Type-B          |                                          |
| 06th | 2015年01月21日 | 這裡是羅德斯島、在這裡跳吧！ | 最初的愛情故事                         |                         | 劇場盤          |                                          |
| 07th | 2015年11月18日 | 0與1之間                     | 哭訴時間                               | Team 4                  | MILLION SINGLES |                                          |
| 07th | 2015年11月18日 | 0與1之間                     |                                        |                         |                 |                                          |
| 初雪 |                | COMPLETE SINGLES             | 田野優花、武藤十夢、大島涼花、高橋朱里 |                         |                 |                                          |
| 08th | 2017年01月25日 | 點時成菁                     | 那天的自己                             |                         | 全版本          |                                          |
| 08th | 2017年01月25日 | 點時成菁                     | 有裂痕的鏡子                           |                         | Type-A          |                                          |
| 09th | 2018年01月24日 | 那個黎明，我們都知道         | 鞋帶的綁法                             |                         | 除劇場盤        |                                          |
| 09th | 2018年01月24日 | 那個黎明，我們都知道         | 眼涙的表面張力                         |                         | 除劇場盤        | 岡田奈奈、小嶋真子、高橋朱里、向井地美音 |

## 劇場公演分組曲
| 公演名稱                               | 參與歌曲名稱               | 備註           |
| -------------------------------------- | -------------------------- | -------------- |
| 研究生時期                             |                            |                |
| Team 研究生 Stage「劇場的女神」公演    | 男更衣室                   |                |
| 大場Team 4時期                         |                            |                |
| Team 4 1st Stage「我的太陽」公演       | 不要叫我偶像               |                |
| 篠田・橫山Team A時期                   |                            |                |
| 篠田Team A 「Waiting」公演             | 天使的尾巴                 |                |
| 橫山Team A 「Waiting」公演             | 遺憾少女                   |                |
| 倉持Team B時期                         |                            |                |
| Team B 6th Stage「睡衣兜風」公演       | 睡衣兜風                   |                |
| Team B 6th Stage「睡衣兜風」公演       | 純情主義                   | 柏木由紀的代演 |
| 高橋Team 4時期                         |                            |                |
| 田中将大「我在这里的理由」公演         | 青春就像樹梢撒落的夏日陽光 |                |
| Team 4 4th Stage「不要讓夢想死去」公演 | 記憶的兩難                 |                |

## 演出

### 電視劇
- 《馬路須加學園3》 第5話－最終話（2012年8月17日－10月5日；東京電視台）：飾演 死魚眼（メッシ）
- 《水手服殭屍》（2014年4月19日－2014年7月18日；東京電視台）：飾演 小山田睦美
- 《馬路須加學園4》（2015年1月20日－3月31日；日本電視台）：飾演 魚眼（ウオノメ）
- 《馬路須加學園5》（2015年8月25日 -10月27日 ；日本電視台、Hulu） ：飾演 魚眼（ウオノメ）

### 電影
- 《劇場版 私立馬鹿蘭高校》（2012年10月13日；日本全國上映）：飾演 二階堂美優

### 綜藝及節目資訊
- 《有吉AKB共和国》（2011年6月30日－2016年3月14日，以AKB48成員身份不定期演出；TBS電視台）
- 《AKB48短劇「微妙〜」》（2011年10月6日－2012年2月23日，以AKB48成員身份不定期演出；光TV）
- 《AKB48的你、是誰？》（2012年11月8日－2016年6月30日，以AKB48成員身份不定期演出；NOTTV）
- 《AKB48神TV》（家庭劇場（日语：ファミリー劇場））
  - 「AKB48 神TV特別節目〜歡迎加入!持續奔走沖繩的冬天〜」（2011年12月25日）
  - Season10（2012年6月17日、6月24日、8月5日－8月19日）
  - Season12（2013年7月7日、7月14日）
  - Season14（2014年1月19日、1月26日、3月2日、3月9日）
  - Season16（2014年8月24日、2014年10月5日）
  - Season17（2014年11月9日、11月16日、12月7日、12月14日、12月21日、12月28日、2015年1月4日）
  - Season17番外篇（2015年2月8日、2月15日）
  - Season18（2015年3月1日、5月3日、5月17日）
  - Season20（2015年12月13日、12月20日、12月27日、2016年1月3日）
  - Season21（2016年2月21日、3月6日）
- 《週刊AKB》（2012年3月30日－2012年11月30日，以AKB48成員身份不定期演出；東京電視台）
- 《AKBINGO!》（2012年6月27日－，以AKB48成員身份不定期演出；日本電視台）
- 《微妙～的門 AKB48的真格挑戰》（2012年10月5日以AKB48成員身份演出；光TV）
- 《AKB子兔道場》（2013年3月29日－2014年3月28日，以AKB48成員身份不定期演出；東京電視台）
- 《AKB48短劇「無論什麼都到那為止…」（日语：AKB48コント「何もそこまで…」）》（2013年7月26日－2014年3月21日，以AKB48成員身份不定期演出；光TV（日语：ひかりTV））
- 《AKB觀光大使（日语：AKB観光大使）》（2013年9月19日，以AKB48成員身份不定期演出；富士電視ONE（日语：フジテレビONE））
- 《AKB48 SHOW!》（2013年10月5日－，以AKB48成員身份不定期演出；NHK）
- 《戀愛總選舉（日语：恋愛総選挙）》（2014年5月29日，以AKB48成員身份演出；富士電視台）
- 《AKB內的故事 田野優花17歲、眼淚的理由》（2014年11月23日；TBS電視台）
- 《神秘音樂秀：蒙面歌王》（2020年8月23日；MBC）

## 書籍

### 寫真集
- 曖昧的自己（曖昧な自分；2018年7月24日，講談社）[24]

### 雜誌連載
- EX大眾（雙葉社）
  - 「AKB48 Team 4隊長高橋朱里的往復書簡」（2015年11月14日－2017年7月15日）
  - 「AKB48高橋朱里的往復書簡」（2017年8月12日－）

### 日曆
- 桌曆 高橋朱里日曆 2013年（2012年12月7日；ハゴロモ）
- 桌曆 高橋朱里日曆 2014年（2013年12月6日；ハゴロモ）